# UTC−04:30

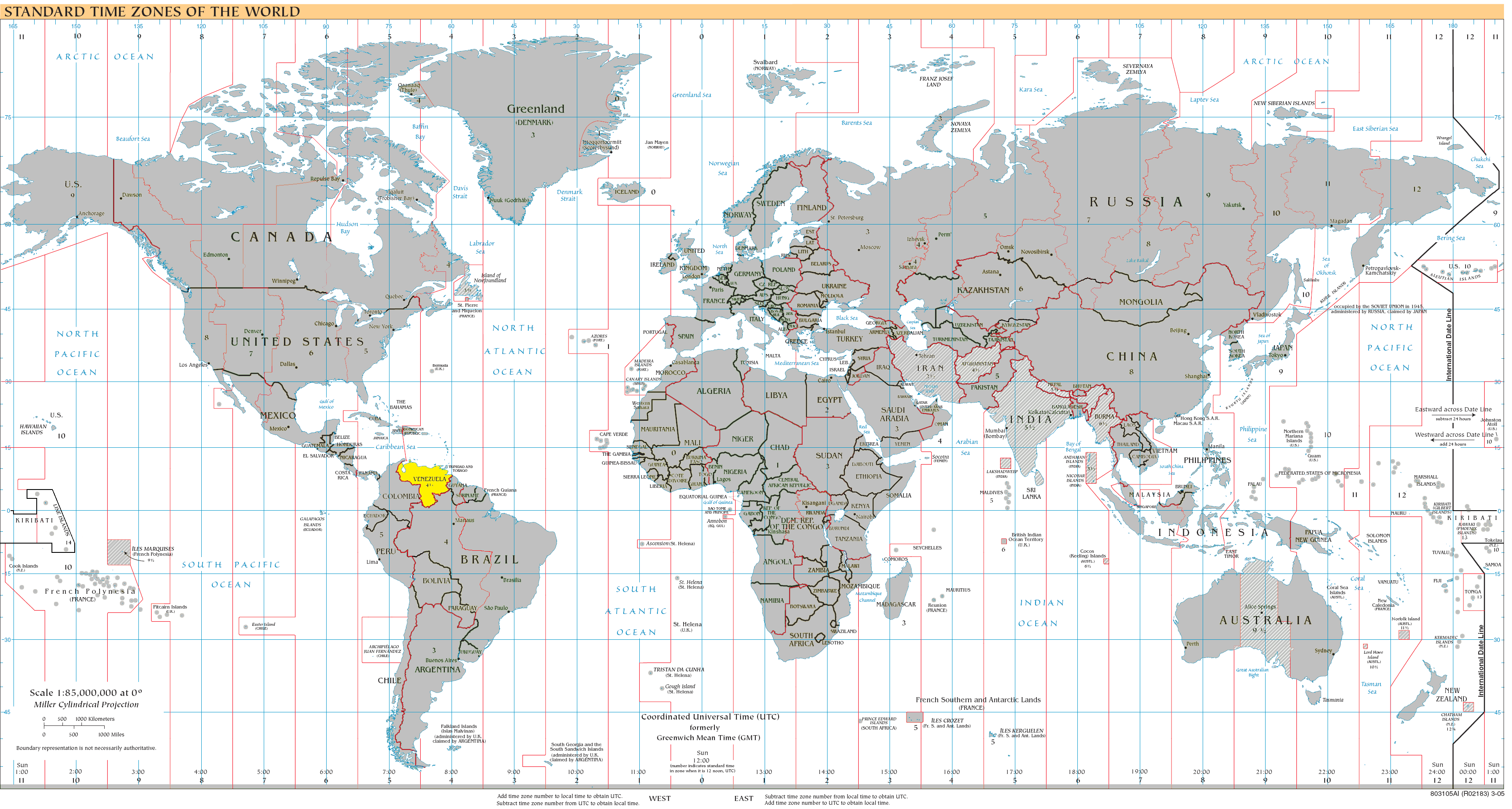
UTC−04:30: Blau (desembre), taronja (juny), groc (l'any sencer), blau clar (àrees marines)

UTC−04:30 és una zona horària d'UTC de −04:30. Només s'utilitza a Veneçuela, on s'ha utilitzat des del 9 de desembre de 2007. Antigament, la franja horària de Veneçuela era UTC−04. El seu codi DTG és Q+, Q*  o Q0.

## Com a franja estàndard (l'any sencer)
- Veneçuela (VET)